# Oostende-Doverlijn

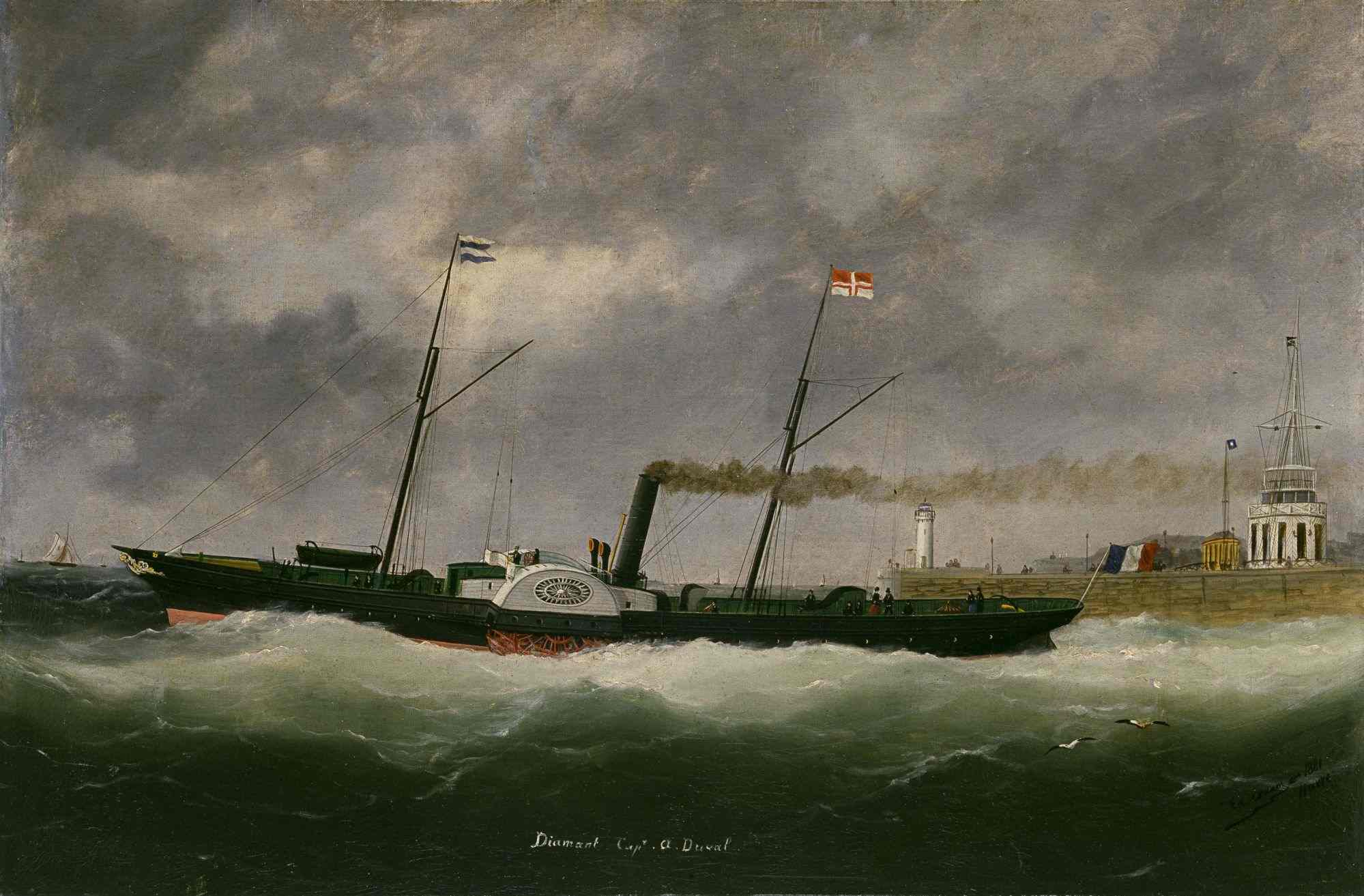
De Chemin de Fer, herdoopt als Diamant

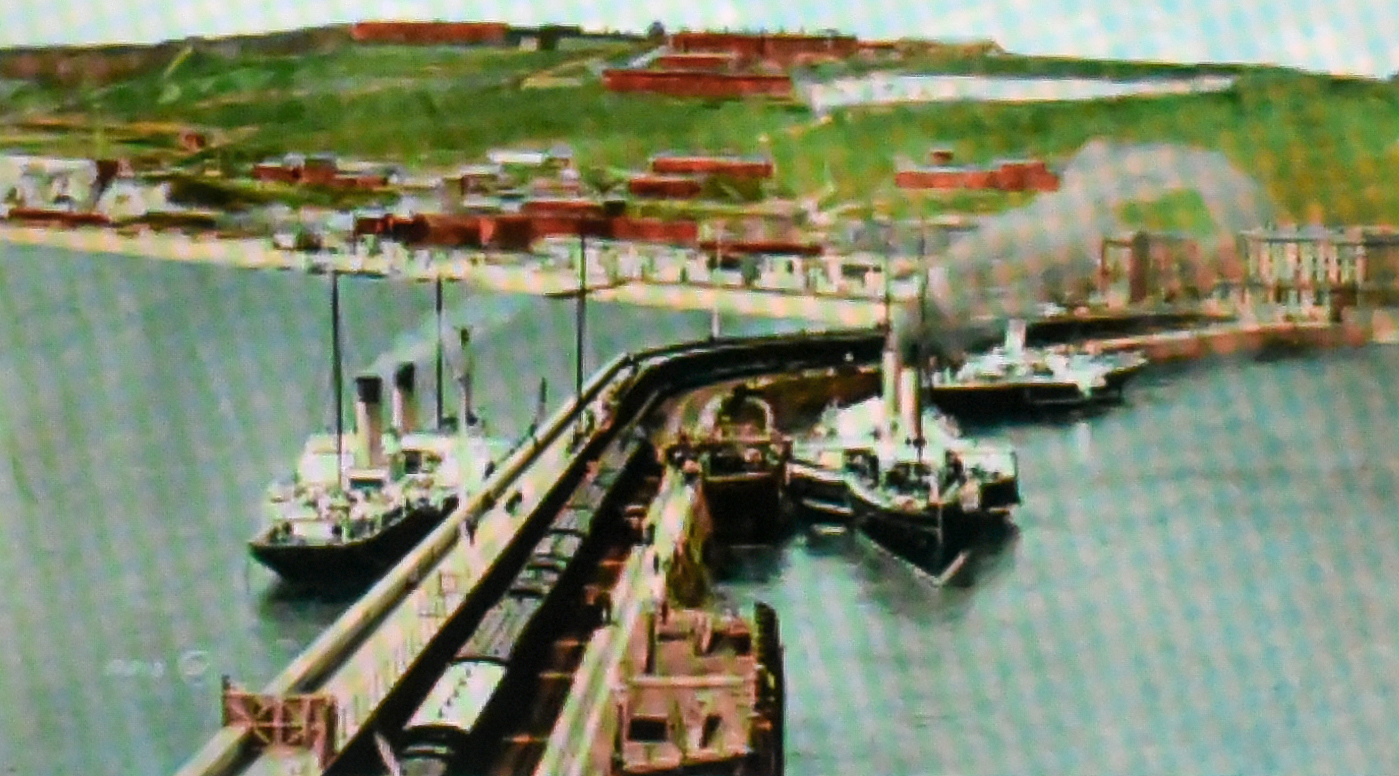
Dover met Belgische pakketboten rond 1850

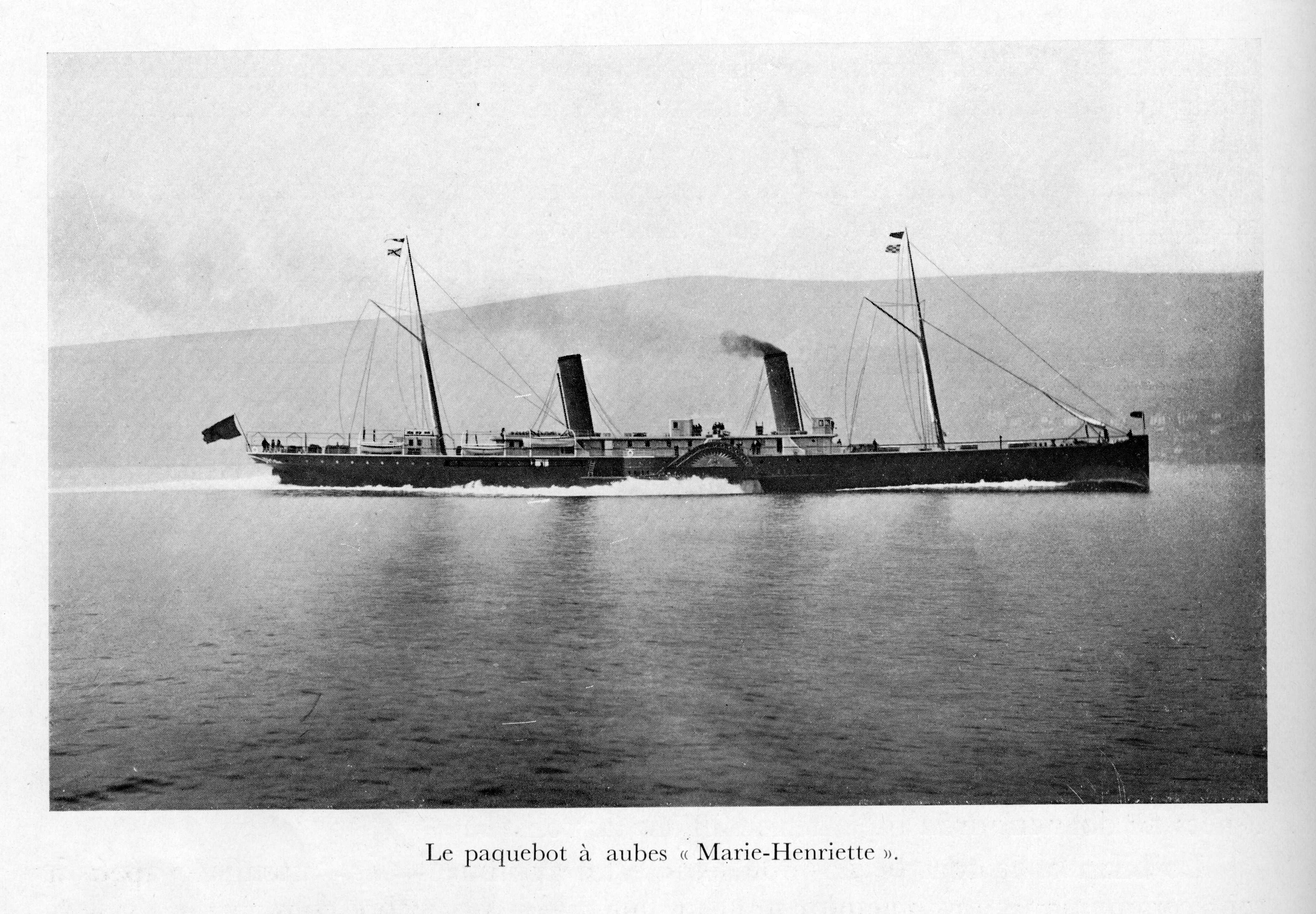
'Princesse Marie-Henriette' uit 1893

De Oostende-Doverlijn was een verbinding voor post en passagiers over zee tussen de Belgische haven Oostende en de Engelse haven Dover. Het eerste met zekerheid gekende postverkeer tussen Vlaanderen en Engeland, verzekerd met zeilschepen, dateert van 8 april 1815. De uitbreiding naar passagiersvervoer vond haar oorsprong in een overeenkomst uit 6 oktober 1818 tussen Groot-Brittannië en het Verenigd Koninkrijk der Nederlanden. Men legde twee wekelijkse verbindingen aan tussen beide landen, namelijk tussen Harwich en Hellevoetsluis enerzijds en Oostende en Dover anderzijds. Op 1 maart 1997 werd de lijn tussen Oostende en Dover opgeheven.

## Historiek
Bij de onafhankelijkheid van België in 1830 veranderde er niets. Eerst op 17 oktober 1834 kwamen Groot-Brittannië en België overeen om vier keer per week, in beide richtingen overvaarten in te richten tussen beide steden. Stoomraderschepen van de Britse posterijen verzekerden de dienst. België droeg 1000 pond per jaar bij in de kosten. De Ondine was de meest moderne mailboot op het Kanaal. Het schip haalde een kruissnelheid van 12 knopen (circa 22 km/u) en was daarmee ook de snelste.
Deze verbinding over water kreeg meer belang toen de spoorwegverbinding tussen Brussel en Oostende in 1838 in gebruik werd genomen. Op dat traject kwam er toen een einde aan het vervoer van mensen en goederen via postkoetsen met het wisselen van paarden en het ongemak van hobbelige wegen. De aanleg van de spoorverbinding tussen Londen en Dover deed de trafiek op de lijn verder stijgen.

### Belgische pakketboten
De Belgische wet van 9 juli 1845 zorgde voor de aankoop of bouw van drie raderstoomboten om een dagelijkse verbinding met Engeland te verzekeren. In maart 1846 werd in overleg met de Engelsen de Belgische jaarlijkse subsidie stopgezet.
De eerste Belgische raderstoom- of pakketboot, de Chemin de Fer, stond onder bevel van luitenant-ter-zee P. Clays van de Koninklijke Marine en maakte zijn eerste overvaart op 4 maart 1846. Haar naam werd later gewijzigd in Diamant. Alle pakketboten van de Oostende-Doverlijn voeren toen met een bemanning van de Koninklijke Marine tot haar afschaffing in 1862. Zij behielden hun functie bij de pas opgerichte Staatsmarine. In 1847 werd de vloot uitgebreid met de Ville d’Ostende en de Ville de Bruges. De Britten onderhielden de nachtvaart terwijl de Belgen hoofdzakelijk dagvaarten verzorgden. De Belgische pakketboten deden acht overvaarten per week en de Britten zes. In 1888 kwam de Flandre in dienst. De laatst gebouwde raderpakketboot was de Princesse Clémentine uit 1897.

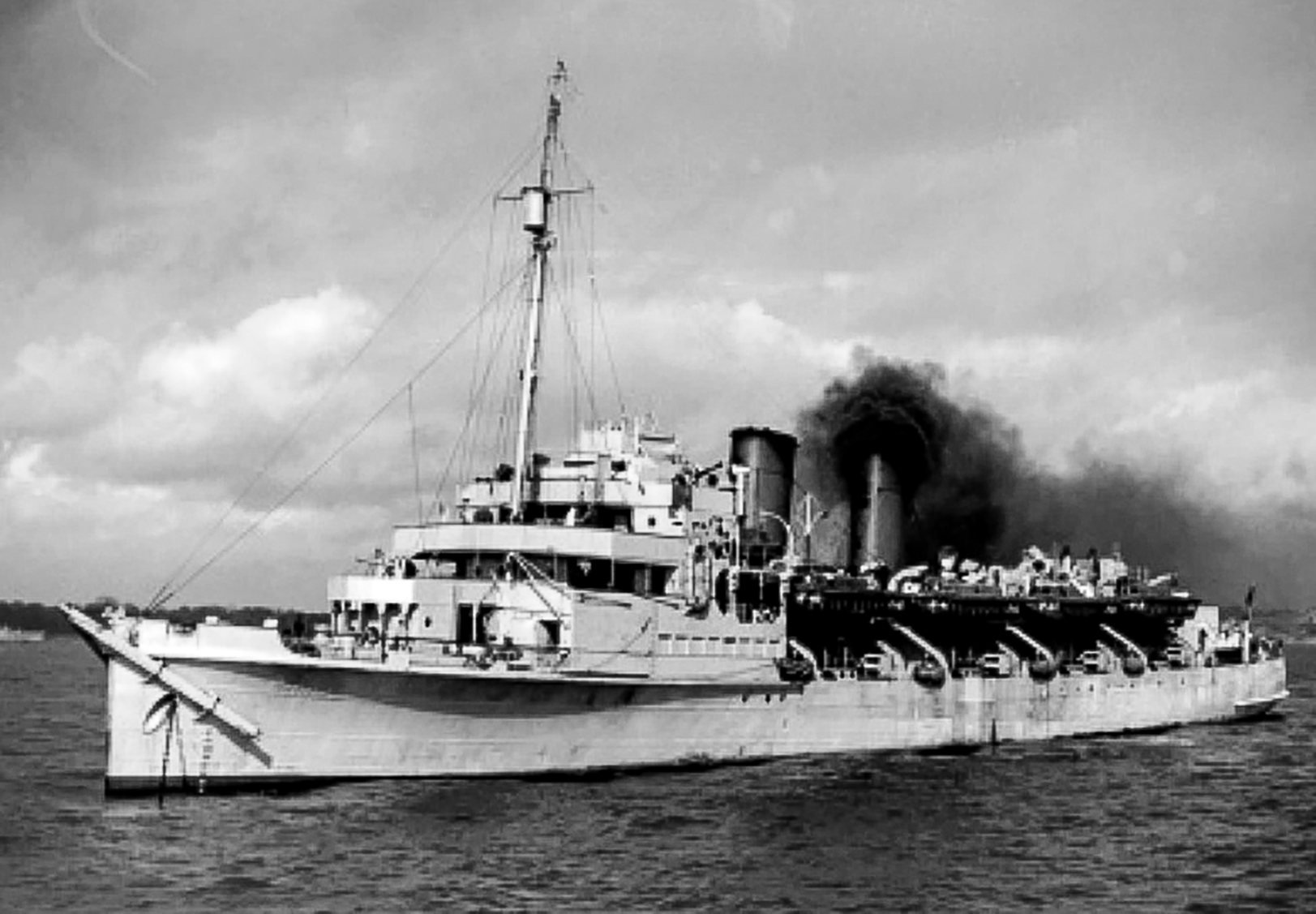
Pakketboot Prince Charles

De Britse admiraliteit droeg haar vaartuigen via een contract dat liep tot 1863 over aan een privéfirma. Die kreeg het in 1858 al moeilijk. Men vernieuwde het contract niet. Ook de Belgen geraakten in moeilijk vaarwater maar gaven niet op. Men herdoopte de schepen in 1852 met als nieuwe namen:  Diamant (de vroegere Chemin de Fer), Rubis (Ville d'Ostende) en Topaze (Ville de Bruges).

### Oostende en de lijn
De pakketboten legden vanaf het begin van de dienst in 1846 aan bij een westelijke kade die al gauw de Stoombotenkaai werd genoemd; de locatie komt enigszins overeen met de Visserskaai. Er waren bescheiden voorzieningen voor onderhoud, de zogenaamde werkhuizen, maar deze moesten wijken voor de aanleg van een dok voor de visserij, het latere Montgomerydok dat uitgegraven werd vanaf 1866. Nieuwe werkhuizen kwamen er ten oosten van de havengeul en vanaf 1869 waren er plannen om daar een grootschalige voorziening in te richten voor onderhoud en reparatie. Bij de Marine en later het Zeewezen was er al in 1846 behoefte aan eigen voorzieningen voor onderhoud en reparatie van de pakketboten, maar pas na de oversteek naar de oostoever werden deze gerealiseerd met de bouw van het Zeewezendok, gegraven in 1875-1879. In 1875 verrezen rondom het dok scheepstimmerwerven voor het onderhoud van de vloot.
In 1880 namen de Belgische  Spoorwegen de uitbating over terwijl Zeewezen eigenaar bleef en de vloot onderhield. In 1912 ging de uitbating opnieuw over naar Zeewezen terwijl het horecapersoneel ressorteerde onder de Compagnie Internationale des Wagons-Lits. Zij gaf later de restaurants, keuken, bars en slaapcabines in concessie over aan privéfirma's.
Nieuwe stoomturbineschepen verhoogden de snelheid gevoelig. De Princesse Elisabeth uit 1905 haalde een snelheid van 25 knopen of 46 km/u en verwierf de ‘blauwe wimpel’ als snelste pakketboot ter wereld, maar dan op het Kanaal. De Ville de Liège vervoegde de vloot in 1913, samen met haar zusterschip de Stad Antwerpen.

### De jet-set van toen

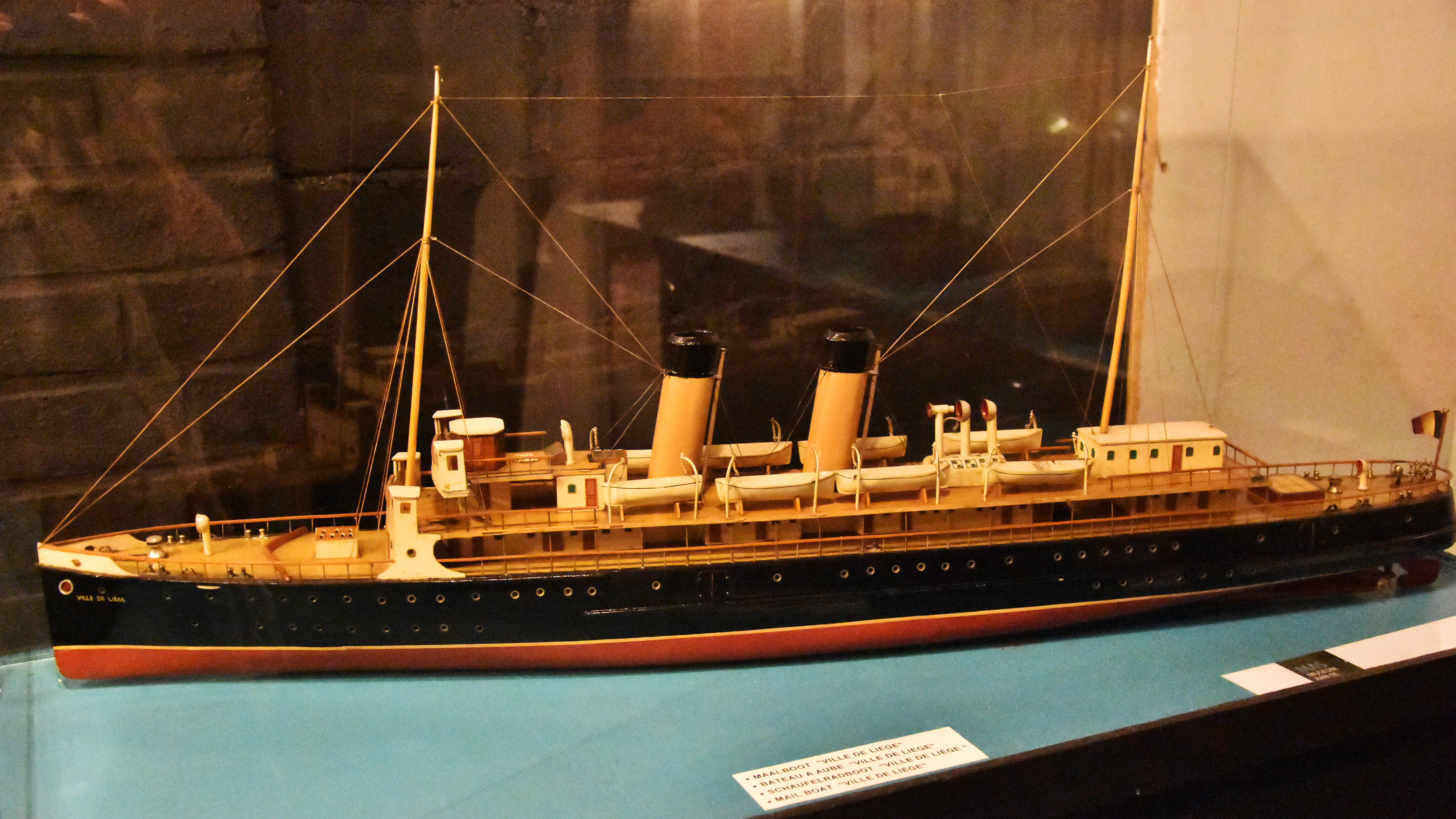
Maquette van de Ville de Liège

Vanuit Oostende kon men via internationale treinen verder reizen naar het Europese continent. Britten, reizigers bij uitstek, kregen via de lijn een snelle en gemakkelijke verbinding vanaf Londen via Brussel met Berlijn, Wenen, Sint-Petersburg en Constantinopel. Koningen en hun gevolg, prinsen en prinsessen, de sjah van Perzië in 1900, reisden regelmatig via de Oostende-Doverlijn. Welgestelde Britten kwamen met hun renpaarden naar de Wellingtonrenbaan in Oostende voor de “paardenkoersen”.

### Tijdens de Eerste Wereldoorlog
Door het uitbreken van de wereldoorlog moest op Folkestone worden gevaren, want Dover was te nauw betrokken bij de oorlog. Ook schortte men wegens het gevaar de nachtvaarten op. 16 oktober 1914 was de dag waarop vijf raderboten en vijf turbinestoomboten koers zetten naar Frankrijk en Engeland, alle afgeladen vol met vluchtelingen. Twee raderboten die pas buiten dienst gesteld waren, de Flandre en de Princesse Joséphine (beide uit 1888), waren echter in Oostende blijven liggen en werden door de Keizerlijke Marine in beslag genomen. De Britse admiraliteit zette enkele van de Belgische schepen in als troepentransportschepen.
De gevolgen van de oorlogsinzet waren dat twee van de tien boten niet naar België terugkeerden. Al op 24 oktober 1914 liep de Marie-Henriette op de klippen bij het verduisterde Barfleur in Normandië. Britten gebruikten de Leopold II voor de repatriëring van gedemobiliseerde troepen. De Britten werden eigenaar van het schip in ruil voor twee Navy-treilers uit 1917. Zeewezen liet ze ombouwen tot stoomloodsboten voor de haven van Oostende. De door de Duitsers buitgemaakte raderpakketboten vond men afgezonken terug. De Flandre bevond zich aan de kop van de Oostendese havengeul, naast de Vindictive (zie Tweede aanval op de haven van Oostende). De Princesse Joséphine kreeg in Brugge haar graf. Beide schepen werden ter plaatse gesloopt. Die werken zorgden ervoor dat de pakketboten Zeebrugge aandeden in plaats van Oostende.

### Interbellum
Tijdens de zomermaanden voer de lijn tot 12.000 passagiers over; het waren gouden tijden voor de verbinding. Twee Britse pakketboten, de Royal Sovereign en de Queen of the Channel, volledig in witte verf gezet met lichtgroene schoorstenen vergrootten het aanbod. De Queen of the Channel verging ter hoogte van Middelkerke tijdens Operatie Dynamo.
In 1934 stelde men de Ville de Liège en de Stad Antwerpen buiten dienst. De Ville de Liège bouwde men in 1935 om tot een ‘auto carrier’. Het vaartuig veranderde van uitzicht en had maar één schoorsteen meer. In augustus 1936 kwam het opnieuw in dienst onder de naam London-Istanbul. Het kon 250 passagiers en 100 personenwagens vervoeren.

### Tweede Wereldoorlog
Zoals bij de vorige wereldoorlog verlieten bij de Duitse inval acht pakketboten en de autocarrier Oostende met bestemming Dieppe en Le Havre. De Britten leidden de schepen naar Engeland omwille van het prominente mijnengevaar. De schepen zaten afgeladen vol met vluchtelingen en geld en goud van de Nationale Bank. Ook het machinepark van Zeewezen ging mee naar Engeland. De nieuwste pakketboot, de Prince Philippe (1940), zusterschip van de Prins Albert uit 1937 vertrok van de werf te Hoboken op één motor. Uiteindelijk kwamen de schepen via Folkestone in Southampton terecht om ze daar betere bescherming te bieden.
De schepen werden deze keer wel ingezet bij oorlogshandelingen en niet enkel voor troepen- en gekwetsentransport. Ze namen onder meer deel aan acties in Dieppe, op de Lofoten, in Sicilië, Normandië, Zuid-Frankrijk, Indië, Birma en Singapore. Prince Philippe werd aangevaren in de Ierse Zee door de Empire Wave en zonk in de Firth of Clyde na een vergeefse poging tot afsleping De U-621 torpedeerde op 29 juli 1944 de Prince Léopold (1930), op zes mijl van Nab Tower ter hoogte van Portsmouth, de haven van waaruit hij bestendig heen en weer voer naar de Normandische kust. Daarbij vielen 54 doden.
Het Zeewezendok werd in 1959 voorzien van een vlottend droogdok, 114 meter lang en 19 meter breed en geschikt voor schepen tot 5000 ton. Om polyvalente schepen te onderhouden vergrootte men het later. Er was bijna 400 man technisch personeel werkzaam. De opgestarte dagelijkse carferrydienst naar Harwich werd na korte tijd opgeheven.
De Prince Philippe werd in 1978 door de Zweedse rederij Stroemme Line gehuurd voor kruisvaarten in de wateren rond de Scandinavische landen. Datzelfde jaar ontstond er brand voor de kust van Jutland waarbij het volledig uitbrandde en zonk. In 1966 brak er in Oostende, afgemeerd aan een kaai, al brand uit aan boord van het schip.

### RMT en de Oostende-Doverlijn
Op 1 november 1971 droeg men de lijn over aan de nieuw opgerichte Regie voor Maritiem Transport (RMT/RTM). Men beoogde een verhoogde rentabiliteit door een grotere onafhankelijkheid van externe bemoeienis. Het materieel bleef in bezit van de Belgische staat terwijl RMT de lijn uitbaatte en zichzelf zou bedruipen. Al op het einde van 1971 trad de RMT toe tot Sealink, het samenwerkingsverband tussen British Rail, de Franse spoorwegen en de Stoomvaartmaatschappij Zeeland voor de uibating van ferrydiensten op het Kanaal en de Noordzee.
De Britse spoorwegen brachten vanaf 1 juli 1972 geregeld schepen voor de nieuwe carferrydienst naar Oostende. Onder meer de Hengist, de Horsa en de Vortigern, waarvan de laatste op 4 maart 1982 bij hoogwater vastliep op een strandhoofd in Oostende.

#### RMT en roro
De nieuwe structuur van de net opgerichte RMT stond onder de algemene leiding van een directeur-generaal, onder het gezag van de minister van Verkeerswezen, bijgestaan door algemene directeurs. Vanaf het begin beschikte men over tien operationele schepen, namelijk vier carferry’s en zes pakketboten, plus nog enkele in reserve. Na korte tijd verkocht men alle ‘zuivere’ pakketboten (uitsluitend passagiersvervoer). Enkel de jongste, de Prinses Paola, bleef tijdens het zomerseizoen actief en werd voor de rest in reserve gehouden van 1984 tot 1989.
Vijf polyvalente schepen, zogenaamde ‘multi purpose’ schepen' voor zowel passagiers als voertuigen vervoegden de vloot. Hierbij valt op te merken dat sinds 1936 alle carferry's al passagiers en voertuigen vervoerden. Nieuw was wel dat het aan- en afrijden van voertuigen veel vlotter gebeurde gezien de schepen waren uitgerust met een hek- en boegdeur. Het waren roroschepen (”roll on, roll off”). Rampen met dergelijke schepen (Herald of Free Enterprise) gaven duidelijk het gevaar aan van te laat gesloten boegdeuren en doorlopende dekken zonder waterdichte compartimenten.
Ze werden voortgestuwd door sneldraaiende dieselmotoren die een hels lawaai maakten. Ze zorgden voor hevige trillingen waardoor geregeld brandstofleidingen losraakten met brandgevaar als gevolg. Met het oog op het onderhoud van die schepen werd de capaciteit van het vlottend droogdok vergroot. 

#### Hovercrafts en jetfoils
De directie van de RMT maakte een proefvaart met de Britse hovercraft Princess Anne nadat deze op 27 mei 1978 op het strand van Oostende bij de Thermen landde. Deze hydrofoil of luchtkussenboot van het type ‘Super-4’ kon 450 passagiers en 65 personenwagens vervoeren en overbrugde de afstand Dover-Oostende in 90 minuten. Er zou geen belangstelling voor dit project zijn geweest vanwege het Oostends stadsbestuur en het opzet ging niet door.
Twee jaar later, in 1980, zette de RMT twee jetfoils (draagvleugelboten) in tussen Oostende en Londen. Het waren de gecharterde P&O jetfoils Jetferry One en Flying Princess, die maximaal 250 passagiers konden vervoeren. Per dag waren er drie overvaarten in beide richtingen. In Oostende meerden ze aan in het Vuurtorendok. Vanaf 1980 zette de RMT twee jetfoils of draagvleugelboten in op de lijn Oostende-Dover. In 1997 werd deze activiteit gestaakt en de jetfoils doorverkocht. 
In 1981 schafte de RMT twee nieuwe verbeterde jetfoils aan: de Prinses Stephanie en Princesse Clementine. Ze vlogen 316 passagiers en met 8 bemanningsleden naar Dover waar men begin 1983 een nieuwe jetfoilterminal werd gebouwd.
In 1982 werd de Stena Nautica van de Zweedse rederij Stena door de RMT gecharterd die 1200 passagiers en 450 personenwagens kon vervoeren. Binnenscheeps waren er beweegbare dekken en met één dek opwaarts bedroeg de laadcapaciteit 650 passagiers en 70 zware vrachtwagens. In 1983 kocht de RMT het aan en doopte het om tot Reine Astrid. Hetzelfde jaar charterde de RMT nog een schip van dezelfde rederij, nl. de Stena Nordica, een groter schip dat 1500 passagiers en 425 auto’s kon vervoeren. Volledig in witte verf werd het door het personeel “De Witte Olifant” genoemd! In mei 1986 kwam een einde aan de charterovereenkomst. 
In 1985 startte men bij Cockerill in Hoboken met ombouwingswerken aan de drie laatst gebouwde ferry’s, namelijk de Prinses Maria-Esmeralda, de Princesse Marie-Christine en de Prins Albert. Ze werden horizontaal middendoor gesneden en tussen beide delen plaatste men een vijf meter hoog dek om meer ruimte te geven aan grotere vrachtwagens en autobussen.

#### Net geen 150 jaar ‘Oostende-Dover
De poolovereenkomst tussen RMT en Sealink werd na 31 december 1985 niet vernieuwd omwille van niet aanvaardbare voorwaarden. Men tekende een samenwerkingsakkoord met Townsend Thoresen. Vanaf 1 januari 1986 kregen de schepen de kleuren van deze rederij  en haar naam verving Sealink op de rood-oranje romp. Reeds in 1989 werd Townsend Thoresen overgenomen door P&O European Ferries, die de poolovereenkomst met RMT overnam. Weer kregen de schepen een andere kleur: de romp kreeg een  blauwe kleur van P&O met een lichtblauwe bies ter hoogte van het vrijboord. Ook die overeenkomst, die verviel op 31 december 1993, werd niet vernieuwd. Men vond nieuwe samenwerking met de Finse rederij Sally Line voor een duur van vijf jaar. Naar Dover varen kon dan voor de RMT vanaf 1994 niet langer en er werd gekozen voor Ramsgate als aanleghaven in Engeland. Hiermee was de 147-jarige Oostende-Dover lijn geschiedenis. Deze nieuwe bestemming was geen financieel succes, onder meer wegens de slechte verbinding met Londen. Op de koop toe stortte de gloednieuwe speciaal voor de Prins Filip in- en ontschepingsbrug in waarbij enkele mensen het leven lieten en anderen gewond geraakten.
Omdat per einde 1996 enkel de Prins Filip zeewaardig zou zijn, conform de nieuwe veiligheidsnormen, bleken nieuwe en grote investeringen in de andere ferry’s onverantwoord. Einde 1996 besloot de regering de nationale lijn op te doeken met ingang van 1 maart 1997. Op 28 februari had een laatste overtocht plaats met de Prins Filip en de Prins Albert, afgeladen vol met passagiers. Bij het binnenlopen van Oostende bliezen de schepen onophoudelijk, als laatste groet.